# 竹库乡
竹库乡，是中华人民共和国四川省凉山彝族自治州美姑县曾经下辖的一个乡。2021年1月12日，撤销牛牛坝乡、竹库乡和尔合乡，设立牛牛坝镇。以原牛牛坝乡、原竹库乡和原尔合乡所属行政区域为牛牛坝镇的行政区域。

## 行政区划
竹库乡撤销前下辖以下地区：
乃嘎村、二洛觉村、马勒故村、地洛瓦衣村、阿毕乃拖村和瓦拖村。